# Szpírosz Kiprianú
Szpírosz Kiprianú (görögül: Σπύρος Κυπριανού, 1932. október 28. – 2002. március 12.) ciprusi politikus, a Ciprusi Köztársaság második elnöke.

## Pályája kezdetétől a függetlenség kikiáltásáig
Kiprianú közgazdaságtant és jogot tanult Londonban, ahol megalapította a Ciprusi Diákok Angliai Nemzeti Unióját, amelynek első elnöke lett. Mindössze 20 éves volt, amikor 1952-ben III. Makáriosz érsek titkárává nevezték ki Londonban, majd 1954-ben a ciprusi kérdés Egyesült Királyság beli felkarolására létrehozott szervezet vezetője lett. A szervezet a ciprusi függetlenségért folytatott küzdelem 1955-ös fokozódásával egyre aktívabb tevékenységet végzett. Emiatt Kiprianúnak 1956 júniusában el kellett hagynia az Egyesült Királyságot. Görögországba ment, ahol folytatta a Ciprus függetlenségéért folytatott diplomácia harcot. 
1956 augusztusa és 1957 márciusa között New Yorkban képviselte a ciprusi közösséget, míg végül visszatérhetett Londonba és folytathatta munkáját egészen a Ciprus függetlenségét garantáló zürichi és londoni megállapodás aláírásáig. 1959 márciusában végül Makáriosszal együtt hazatért Ciprusra.
A görög ciprióta közösséget képviselve részt vett a hatalom átadásáról és az új államberendezkedésről rendezett Athéni Konferencián, ahol Ciprus, Görögország és Törökország képviselői egyeztettek.

## A függetlenségtől Ciprus megszállásáig
A ciprusi függetlenség 1960. augusztusi kikiáltása után az új köztársasági elnök, Makáriosz először igazságügyi, majd pár nappal később külügyminiszterré nevezte ki. Ebben a minőségében képviselte Ciprust az ENSZ Biztonsági Tanácsa és közgyűlése, az Európa Tanács és más államok előtt. 1964 szeptemberében Moszkvában ő írta alá a Ciprusnak nyújtott szovjet katonai támogatásról szóló megállapodást.
Miután konfliktusba keveredett a görög katonai rezsimmel 1972. május 5-én lemondott hivataláról. Visszavonulása után jogászként dolgozott. A görögországi katonai hatalomátvétel és a Ciprus elleni török agresszió után 1974. augusztus 1-jén Athénba utazott. Itt kapcsolatot létesített a katona junta bukása utáni vezetéssel, illetve rendszeresen utazott Londonba, hogy közvetítsen az ott rekedt Makáriosz elnök felé. 1974 szeptemberében ő vezette az ENSZ közgyűlésen a ciprusi delegációt és 1975 februárjában tagja volt a Biztonsági Tanács előtt megjelenő delegációnak is.

## Választási győzelem, házelnöki és elnöki periódus
1976. május 12-én bejelentette a Demokrata Párt megalapítását, ami az 1976. szeptember 21-i választásokon 21 helyet szerzett meg a 35 fős képviselőházban. Kiprianút a képviselőház elnökévé választották. 
Makáriosz 1977. augusztus 3-án bekövetkezett halála után Kiprianú – mint a ház elnöke – az alkotmány rendelkezései szerint ideiglenesen átvette a megüresedett elnöki hivatalt. Szeptember 3-án ellenszavazat nélkül megválasztották a Ciprusi Köztársaság elnökének.
Két alkalommal is újraválasztották: először 1978. február 28-án, majd 1983. február 13-án. Az 1988-as elnökválasztáson azonban Jórgosz Vaszilíuval szemben alulmaradt. A politikától nem vonult vissza, az 1996-os parlamenti választásokat követően ismét a képviselőház elnöke lett.

## Halála
Kiprianú 2002-ben hunyt el rákos megbetegedés következtében.

## Családja
Felegése Mimi Kipriánú 2021. november 22-én hunyt el 89 éves korában.
Házasságukból két gyermek született. Egyikük, Márkosz szintén politikai pályára lépett: 2004 és 2008 között az Európai Bizottság tagjaként dolgozott, majd 2008-ban az ország külügyminisztere lett.

## Fordítás
Ez a szócikk részben vagy egészben  a   Spyros Kyprianou című angol Wikipédia-szócikk ezen változatának fordításán alapul.  Az eredeti cikk szerkesztőit annak laptörténete sorolja fel. Ez a jelzés csupán a megfogalmazás eredetét és a szerzői jogokat jelzi, nem szolgál a cikkben szereplő információk forrásmegjelöléseként.